# 小林太市郎
小林 太市郎（こばやし たいちろう、1901年12月27日 - 1963年5月7日）は、美術史家・芸術学者。

## 人物
京都西陣生まれで生家も西陣織の織り元である。母テウは京都御所の東で塾を開いていた宮津藩士宮城盛信の次女。京都帝国大学哲学科卒。
ソルボンヌ大学に三年間留学し、帰国後、東方文化学院研究嘱託、大阪市立美術館学芸員を経て、1950年、神戸大学教授となり芸術学の講座を担当した。1947年、『大和絵史論』で毎日出版文化賞受賞（また、同論文によって東大より博士号を授与されている）。没後、淡交社から『小林太市郎著作集』が刊行された。膨大な蔵書が神戸大学に寄贈され、神戸大学人文科学図書館に「小林文庫」として保管されている。
西田幾多郎門下の哲学畑の出身で、初期にはアンリ・ベルクソンなどを研究していたが、やがて美術史・美学を中心課題とするようになった。研究対象は大和絵その他の絵画や陶磁・仏像・ジャポニスムなど、和漢洋の様々な時代の美術とそれらの間の影響関係、更にマラルメ・蕪村・王維などの文学にも及び、多くの先駆的業績を残した。また、『芸術の理解のために』などで独自の芸術論を展開している。以上のように研究領域が極めて多方面にわたる一代の碩学であり、「東洋のブルクハルト」とも称された。
博覧強記と広い視野に支えられつつ大胆な推論を展開するため、通常の実証的な学者にはない魅力を持つが、批判されることも多い。この性格は梅原猛の著述にも影響を与え、梅原は小林を「明治以後の日本で最もすぐれた美学者」としている。一方、小林と共に琳派の研究に従事した経験のある山根有三は、小林を恩人として敬愛しながら、その学説に多くの修正を加えている。
芸術作品をその根底に潜む性的欲望を中心に分析する傾向が目立つので、フロイト的と評されることもあり（本人はフロイトを嫌っていたが）、その典型例が『光琳と乾山』（著作集第6巻）における「紅白梅図屏風」の解釈である（画面中央の川を女体とし、両側の梅樹を男性とする）。また、芸術による救済を説く点でショーペンハウエルとの類似性も指摘されている。
神戸大学における講義でも博学ぶりが評判であり、学生だけでなく教員たちも聴講に来るほどであった。だが、教授会に一度も出ずに研究に専念し孤高の姿勢を貫いたことなどで、業績に見合うほどの学界的地位は得られなかったといわれる。
　

## 著書
- 支那と仏蘭西美術工芸 弘文堂書房 1937
- 支那思想とフランス 弘文堂書房 1939 (教養文庫)
- 支那陶瓷図説 山本湖舟写真工芸部 1940
- 朝鮮陶瓷図説 山本湖舟写真工芸部 1941
- 高麗図経とその陶瓷記録 窯芸美術陶磁文化研究所 1942
- 柿右衛門及び伊万里図説 山本湖舟写真工芸部 1943
- 王維の生涯と芸術 全国書房 1944
- 大和絵史論 全国書房 1946
- 北斎とドガ 全国書房 1946、改訂版1971
- 禅月大師の生涯と芸術 創元社 1947
- 中国絵画史論攷 大八洲出版 1947
- 漢唐古俗と明器土偶 一条書房 1947
- 乾山 京都篇 全国書房 1948
- 東洋陶瓷鑑賞録 中国篇 便利堂 1950
- 唐宋の人物画　平凡社「中国の名画4」 1957、編・解説
- 唐宋の白磁　平凡社「陶器全集12」 1959、再版1971、編・解説
- 芸術の理解のために 淡交新社 1960

- 小林太市郎著作集 淡交社（全8巻[5]）、1973-1974
　編集委員：池上忠治・岩山三郎・梅原猛・倉沢行洋・毛利久・山根有三
  - 第1巻 藝術の理解のために 藝術の理論篇　解説 岩山三郎
  - 第2巻 北斎とドガ　東洋と西洋篇1　解説 池上忠治・辻惟雄
  - 第3巻 禅月大師の生涯と藝術　中国藝術論篇1　解説 梅原猛
  - 第4巻 王維の生涯と藝術　中国藝術論篇2　解説 原田憲雄・杉本秀太郎
  - 第5巻 大和絵史論　日本藝術論篇1　解説 白畑よし
  - 第6巻 光琳と乾山　日本藝術論篇2　解説 山根有三
  - 第7巻 仏教藝術の研究　宗教藝術論篇1　解説 佐和隆研・毛利久
  - 第8巻 中国陶瓷見聞録　陶瓷論篇1　（略年譜・著作目録等付記） 解説 長谷部楽爾・安東次男・倉沢行洋

### 翻訳・注釈
- ベルグソン『精神力』第一書房 1932 / 新版・全国書房 1966
- ダントルコール『中国陶瓷見聞録』第一書房 1943 / 平凡社東洋文庫 1979、佐藤雅彦補注
- 『漢詩大系10 王維』集英社 1964、新版1984ほか、原田憲雄共訳・解説

## 注
1. ↑  著作集第1巻解説（岩山三郎）
2. 1 2  著作集第3巻解説（梅原猛）
3. ↑  著作集第6巻解説（山根有三）
4. ↑  著作集第8巻解説（倉沢行洋）
5. ↑  本来は2期・全15巻予定だったが、オイルショックなどによる出版事情のため、第1期・8巻のみ刊行